# Tillandsia demissa
Tillandsia demissa är en gräsväxtart som beskrevs av Lyman Bradford Smith. Tillandsia demissa ingår i släktet Tillandsia och familjen Bromeliaceae. Inga underarter finns listade i Catalogue of Life.